# Euryté fille d'Hippodamas
Pour les articles homonymes, voir Euryté.
Dans la mythologie grecque, Euryté (en grec ancien Εὐρύτη / Eurútê) est la fille d'Hippodamas (fils d'Achéloos). Mariée à Porthaon, elle est la mère d'Œnée, Agrios, Alcathoos, Mélas, Leucopée, Stérope et, selon certains[réf. nécessaire], Laocoon.

## Source
- Pseudo-Apollodore, Bibliothèque [détail des éditions] [lire en ligne], I, 7, 10.